# Erythridula aesculella
Erythridula aesculella är en insektsart som först beskrevs av Ross och Delong 1953.  Erythridula aesculella ingår i släktet Erythridula och familjen dvärgstritar. Inga underarter finns listade i Catalogue of Life.